# Dvě staré ošetřovatelky
Dvě staré ošetřovatelky (ve francouzském originále Deux Vieilles Gardes) je jednoaktová buffo opereta (opérette-bouffe) na libreto Ferdinanda de Villeneuve a Alphonse Lemonniera. Vedle jediného veřejně uváděného autora, francouzského skladatele Léa Delibese, se na hudbě podílel rovněž Ferdinand Poise. Měla premiéru 8. srpna 1856 v pařížském divadle Théâtre des Bouffes-Parisiens.

## Vznik a charakteristika
Skladatel Léo Delibes do roku 1855 pracoval jako korepetitor v pařížské operním divadle Théâtre-Lyrique, současně se však snažil na divadle uplatnit svými skladbami. Seznámil se s Jacquesem Offenbachem, který v té době založil Théâtre des Bouffes-Parisiens, svou první operetu Za dva krejcary uhlí však uvedl v konkurenčním divadle Théâtre des Folies-Nouvelles, jehož hlavní osobností byl Hervé. Delibesova první opereta měla velký úspěch a přesvědčila Offenbacha, aby mladému skladateli nabídl své divadlo. Měl pro to i ten důvod, že Offenbachova smlouva se Société des auteurs et compositeurs dramatiques – stavovskou organizací, která spravovala autorská práva divadelních autorů – vyžadovala, aby vedle svých vlastních děl ve svém divadle uváděl i díla jiných skladatelů. To také Offenbach dělal, přestože jeho díla počtem titulů i představení výrazně převažovala. Většina jím oslovených autorů uvedla v Bouffes-Parisiens jedno či dvě díla, pouze Delibes s tímto divadlem udržel dlouhodobé vztahy i poté, co se Offenbach jeho vedení vzdal, a uvedl v něm postupně deset operet, z nichž první byly Dvě staré ošetřovatelky.

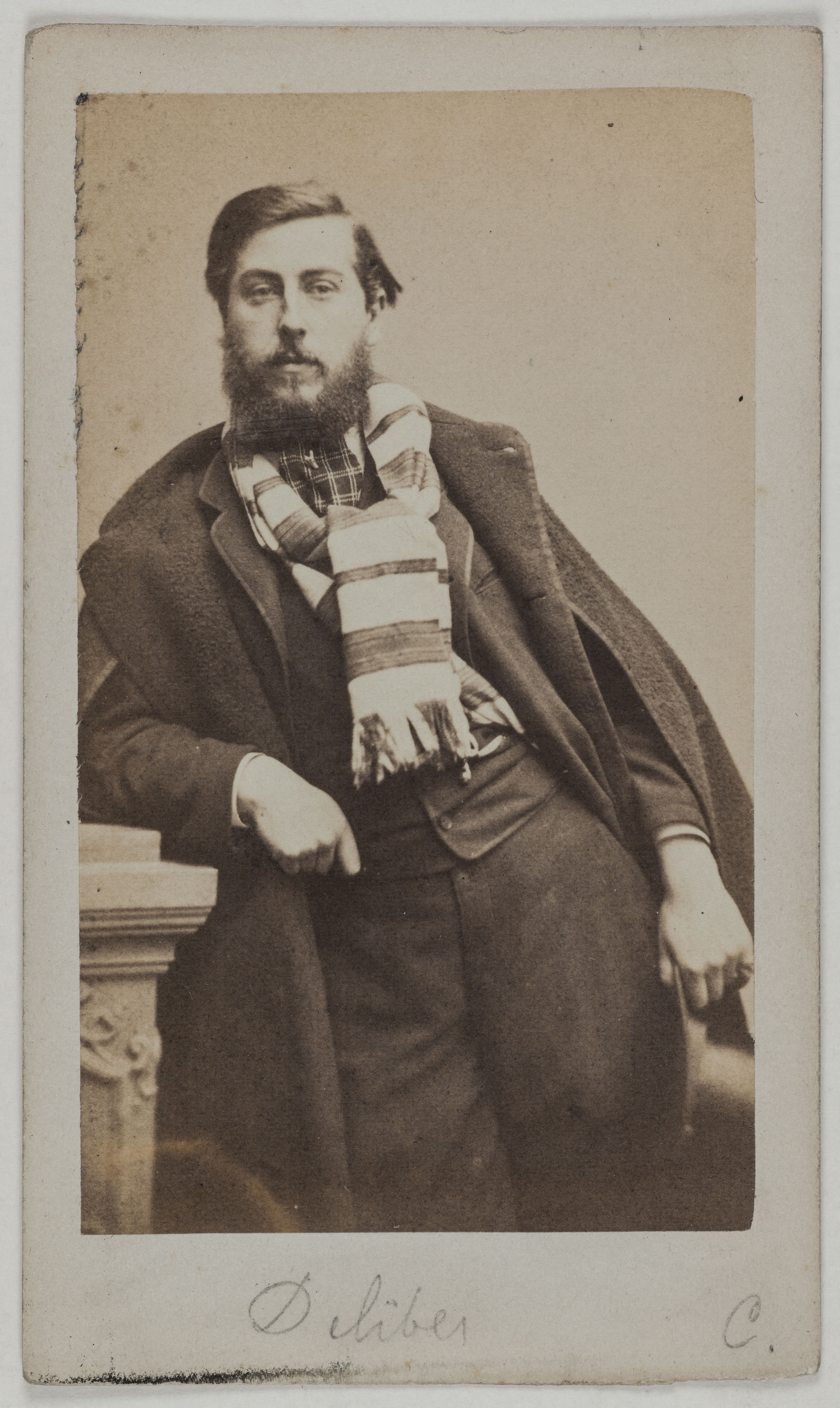
Léo Delibes

Jako libretisté se sešli představitelé dvou vzdálených generací francouzského divadla: pro Ferdinanda de Villeneuve (1801–1858), zkušeného a plodného dramatika a libretisty, se Dvě staré ošetřovatelky staly posledním uvedeným dílem; naopak Alphonse-Hippolyte Lemonnier (1842–1907), pozdější herec, žurnalista, dramatik, písničkář a divadelní ředitel, byl v té době pouze čtrnáctiletý chlapec a Dvě staré ošetřovatelky zahájily jeho literární kariéru. Na samém počátku své kariéry stál i devatenáctiletý Delibes. I když byl soustavně uváděn jako jediný autor hudby této operety, záznamy Société des auteurs et compositeurs dramatiques ukazují, že na autorských právech k hudbě se polovinou podílel též skladatel Jean-Alexandre-Ferdinand Poise (1828–1892). Poise, jen o málo starší než Delibes, již za sebou měl velmi úspěšný debut v Théâtre impérial de l'Opéra-Comique s operou Bonsoir, voisin! (1853) a v Bouffes-Parisiens uvedl jen o několik měsíců dříve jednoaktovou operetu Le Thé de Polichinelle.

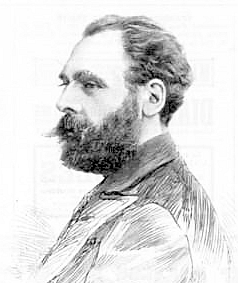
Skladatel Ferdinand Poise, skrytý spoluautor Dvou starých ošetřovatelek

Název operety ve francouzštině obsahuje hříčku: vieille garde („stará garda“) označuje jednak příslušníky Napoleonovy Staré gardy a obecně jakékoli uctívané veterány, zde se však nejedná o gardes ve smyslu vojenské stráže, ale ve smyslu gardes-malades – ošetřovatelky nemocných. Bláznivé libreto, které je spíše žánrovou kresbou než příběhem a dominují mu postavy starých ošetřovatelek hraných komiky v ženských převlecích, odpovídá estetice divadla Bouffes-Parisiens z jeho počátků, jak je vidět například na Offenbachových Dvou slepcích (1855). První z nich, paní Potichonovou, hrál Léonce (1820–1900), slavný offenbachovský zpívající komik, který si převlek za postarší ženu zkusil v řadě jiných kusů z repertoáru Bouffes-Parisiennes: slečna de Saint-Bourdon v Postilionovi v zástavě, paní Poiretapée v Dámách z tržnice, markýza de Follembuche v Delibesově Omeletě à la Follembuche). Sekundoval mu jako paní Vertuchouová debutant Edmond Michel, který v této roli silně uplatnil gaskoňský přízvuk. Inscenačně jde o kus nenáročný – byl psán pro velmi malé jeviště v salle Lacaze (nyní Théâtre Marigny), letním působišti Offenbachova divadla, a respektuje úředně stanovené omezení dramatických postav na čtyři (fakticky tři).
Partitura psaná pro zpívající herce také není obsáhlá ani technicky náročná. Zahrnuje předehru a sedm zpěvních čísel. Zvláštní dobovou popularitu si získala polka (část č. 4 a č. 7 partitury), která se stala součástí repertoáru nejrůznějších kapel, ale kritici chválili rovněž předehru, duet Quand on est garde-malade nebo romanci De la printannière hirondelle. Shodovali se, že Delibesova hudba Dvěma starým ošetřovatelkám značně přidává na hodnotě, a shodně charakterizovali Delibese jako žáka nedávno zesnulého populárního skladatele Adolpha Adama. Naproti tomu libretu se od části kritiky dostalo výtek – prý „autoři příliš obětovali pravdivost pozorování hrubozrnnému žertování, slovním hříčkám a trivialitám“ – což však obecenstvu v Paříži ani jinde nevadilo. To se spíše ztotožňovalo s názorem, že „není nic klaunovštějšího, zábavnějšího, podivnějšího, legračnějšího než Dvě staré ošetřovatelky“. Opereta se uváděla často a hned v první sezóně dosáhla 60 repríz; vedle vlastních kvalit a oblíbenosti u publika však pro její úspěch hrála i okolnost, že byla velmi nenáročná na provedení a dobře kombinovatelná s jinými kusy.

## Inscenační historie
V Bouffes-Parisiens se Dvě staré ošetřovatelky hrály bez přerušení do roku 1864 a následovaly další reprízy roku 1868, roku 1876 aj. Toto divadlo je uvádělo i na svých zájezdech, tak například ve Vídni v letech 1861 a 1862. Figurovaly také na programu jiných pařížských i provinčních divadel (například v Lyonu již v listopadu 1856) i v blízké frankofonní cizině (např. bruselské Théâtre du Parc 1860) a nakladatel je doporučoval k salonnímu provozování; zhruba do konce 19. století existují četné doklady o jejich uvádění. Posledním významným nastudováním se stala roku 1912 úspěšná inscenace v pařížském Théâtre des Arts (nyní Théâtre Hébertot), jinak v té době specializovaného na umělecky náročný hudební repertoár. Naopak do zahraničí zřejmě nepronikla; středoevropská i anglosaská divadla preferovala operety méně fraškovitého rázu.
I v současnosti jsou díky inscenační nenáročnosti Dvě staré ošetřovatelky nejčastěji hranou Delibesovou operetou, malými nebo amatérskými soubory, často na letních festivalech. Lze zmínit inscenaci souboru Bouffes-Lyriques de Garonne na festivalu „Opéra de Barie“ z roku 2010 v kombinaci s Offenbachovým Manželem za dveřmi, uvedení na festivalu „Opéra au village“ v Pourrières roku 2015 v kombinaci s Offenbachovou Chůvou nebo inscenaci nabízenou souborem „Opéra-ci, Opéra-là“ v netradičně ženském obsazení.

## Osoby a první obsazení
| osoba                             | hlasový obor | premiéra (8. srpna 1856)                 |
| --------------------------------- | ------------ | ---------------------------------------- |
| Fortuné Marcassin, notářský písař | tenor        | Charles Petit                            |
| Paní Potichonová                  | tenor buffo  | Léonce (vl. jm. Édouard-Théodore Nicole) |
| Paní Vertuchouová                 | tenor buffo  | Edmond Michel                            |
| Lékárnický příručí                | mluvená role | ...                                      |

## Děj operety
(Skromná Fortuného garsoniéra)

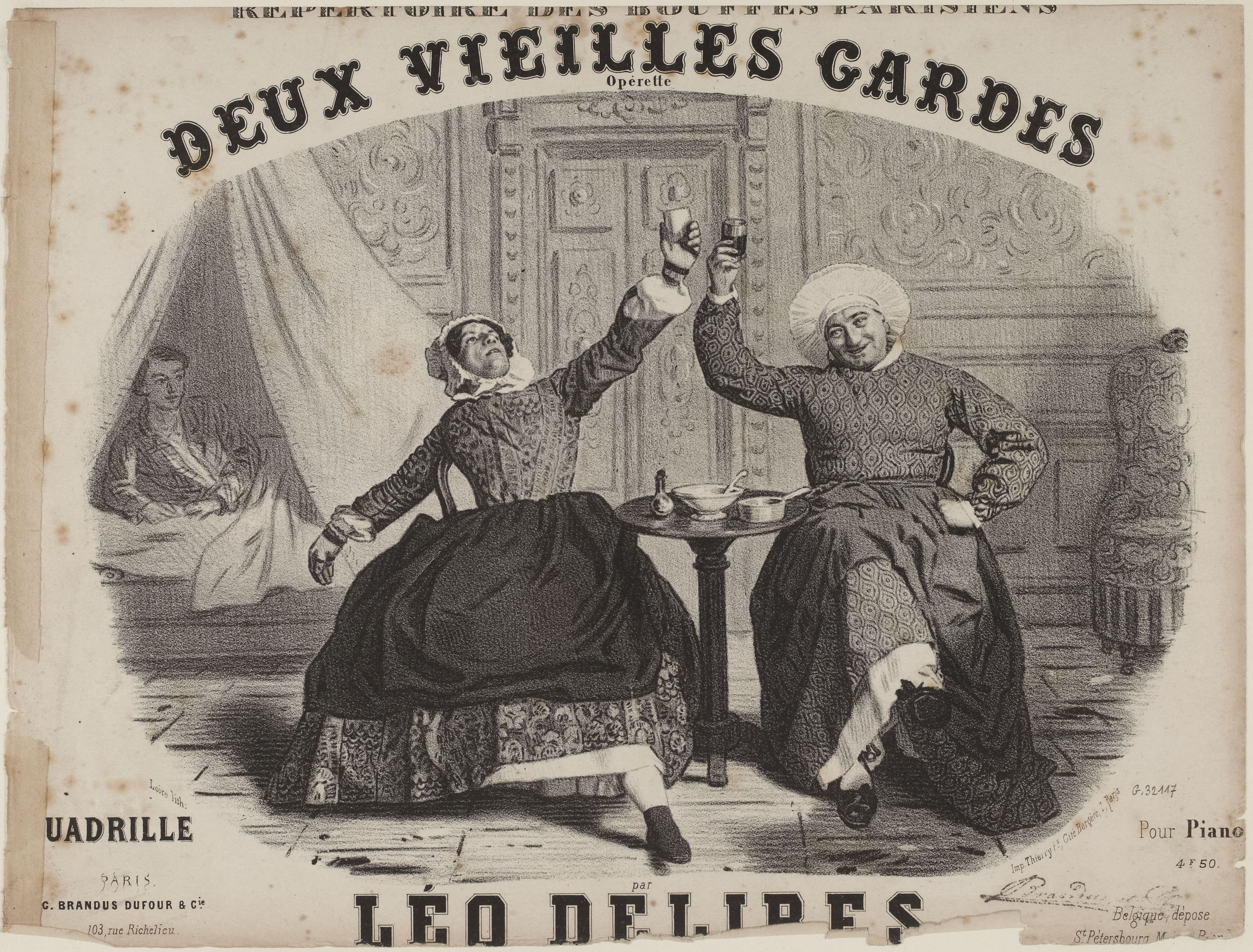
Scéna z operety Dvě staré ošetřovatelky, rytina Léona Loira

Mladý Fortuné Marcassin, notářský písař, si stěžuje. Jeho sok ho očernil u strýce natolik, že strýc Fortuného vydědil v rivalův prospěch. Fortuné tím přišel o vyhlídku nejen na dědictví, ale i na ruku své milované Aglaé. Aby přece jen pohnul strýcovým svědomím, dal rozhlásit, že je na smrt nemocný; a aby to vypadalo důvěryhodněji, poslala mu Aglaé svou sousedku, starou ošetřovatelku paní Potichonovou. Ta právě přichází. O nemocného, který má zjevně na kahánku, se příliš nestará, zato mu sní švestky a na jeho kamnech – která podpálí dopisem z Fortuného skříně – si vaří kaši a přitom si stěžuje na těžké ošetřovatelské řemeslo (č. 1 kuplet Dieu! que l'métier d'garde-malade).
Ve strýci se skutečně něco hnulo, protože poslal Fortunému rovněž ošetřovatelku, paní Vertuchouovou. Chvíli po shledání každá v té druhé poznává svou konkurentku, která jí přebírá nejlepší nemocné, a dají se do prudké strkanice (č. 2 duet Pour le coup, je vous tiens). Pak se ale udobří – o tak chudého maroda se nemusí škorpit. Místo toho hledají, co by se jim z majetku umírajícího hodilo, a když slyší z ulice hadráře, rychle sbírají Fortuného svršky (už je nebude potřebovat), aby je zpeněžily (č. 3 kuplet Quand on est garde-malade). Když se obchod povede, najdou jeho želé z kvajávy a rozhodnou se udělat z něho a z trochy koňaku punč – přičemž na zapálení ohně použijí opět jeden z Fortuného dopisů. Zatímco Fortuného trpělivost je tím těžce zkoušena, obě ošetřovatelky popíjejí a rozveselí se natolik, že si zatancují polku (č. 4 tercet On dirait du rosolio a polka Viv' la polka!).
Fortuné je konečně vystrnadí pochůzkou do lékárny a pro další pokrývku, ale když chce utéci na schůzku se svou milenkou, zjistí, že nemá v čem – všechno jeho šatstvo je pryč a nemůže na dostaveníčko přijít v úboru Apollóna Belvederského (č. 5 romance De la printannière hirondelle). Alespoň zamění skutečný lektvar od lékárníka za punč, který si ošetřovatelky připravily. Když se ženštiny vrátí, Fortuné popíjí svou „medicínu“, zatímco ošetřovatelky se diví, že jejich punč zhořkl.
Umírající pacient tvrdí, že chce učinit ještě pořádek ve svých záležitostech: jako pomocník notáře dostal do opatrování dvě závěti odkazující veliký majetek náhodou paní Vertuchouové a paní Potichonové. Jenže podle popisu těchto písemností jde právě o papíry, které ošetřovatelky použily na podpal… Ošetřovatelky si zoufají a nadto je z medicíny bolí útroby (č. 6 tercet Prenons toujours ça.… Quand j'étais clerc de notaire.… J'écume de colère). Snad by se v kanceláři našly dupliky závětí, ale aby se tam Fortuné mohl podívat, musí mu ošetřovatelky přinést nějaký oděv. Paní Vertuchouová vyběhne a vrátí se s ukradenými šaty domovníka, který slouží i jako poslíček Fortuného soka; a skutečně, Fortuné najde v kapse domovníkova kabátu sokův dopis jakémusi příteli, v němž pomlouvá Fortuného strýce. Fortuné to vyběhne zatepla vyzvonit strýci a vzápětí se vrací s dobrou zprávou: strýci spadly šupiny z očí, opět změnil závěť a Fortuné si může vzít svou snoubenku. Mladík prozrazuje ošetřovatelkám, že si z nich udělal šprýmy, a všichni si nakonec zatančí polku (č. 7 finále – polka Ta tatatata).

## Nahrávky
- 1962 (RTF; nevydáno) Hrají a zpívají: (Fortuné Marcassin) Joseph Peyron, (paní Potichonová) Gaston Rey, (paní Vertuchouová) René Lenoty, (lékárnický příručí) Marcel Genio. Orchestre lyrique de l'ORTF řídí Pierre-Michel Le Conte.